# Gios
La Gios Torino è un'azienda produttrice di bici da corsa fondata da Tolmino Gios nel 1948 a Torino, oggi con sede a Volpiano. Le biciclette a marchio Gios si distinguono per il loro caratteristico blu oltremare.

## Storia

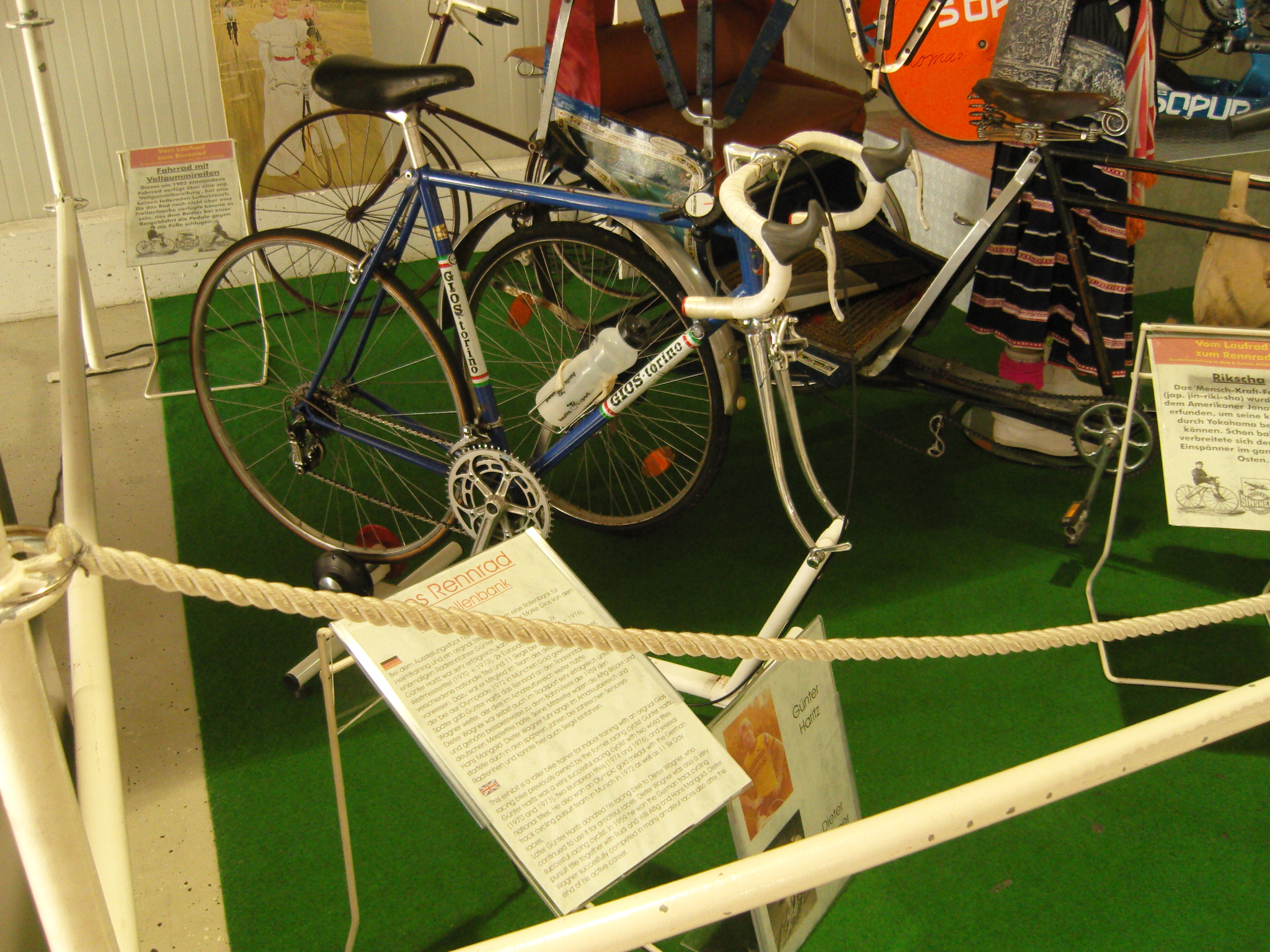
Una Gios da allenamento degli anni '70 appartenuta a Günter Haritz

Dopo la Seconda Guerra Mondiale, l'ex ciclista professionista Tolmino Gios fondò una piccola officina che produceva soprattutto bici da passeggio, ampliata poi nel tempo anche grazie a frequenti cambi di sede. Dopo aver iniziato a produrre anche biciclette da corsa e ad aver creato il Velo Club GIOS, la propria squadra, la Tolmino fornirà a Italo Zilioli la bici con cui vincerà il Campionato italiano nella categoria "allievi". Nel 1959 entra a far parte dell'azienda il primo di figlio di Tolmino, Alfredo, mentre il secondogenito Aldo entrerà nel 1966, prima che Tolmino lasci l'azienda nel 1968.
Al Salone di Milano del 1971 la Gios lanciò il suo modello più famoso, la Easy Rider, il cui stile richiamava i chopper dell'omonimo film. Divenne molto popolare grazie a Giorgio Perfetti, proprietario dell'azienda dolciaria Perfetti, che la promosse nel suo concorso abbinato alle loro gomme da masticare Brooklyn.
Dagli inizi degli anni settanta fino al 2010, con l'eccezione di una parte degli anni ottanta, iniziò la produzione di bici da corsa professionistiche per alcuni degli atleti del circuito mondiale: tra questi, Roger De Vlaeminck (vincitore di ben quattro Parigi-Roubaix nel 1972, 1974, 1975 e 1977 in sella ad una Gios), Patrick Sercu, Dietrich "Didi" Thurau, Fons De Wolf e Ivan Quaranta.
Nel 2010, i fratelli Aldo e Alfredo separano legalmente la società: il primo, assieme al figlio Marco, mantiene la produzione dei modelli storici e sposta la sede a Volpiano, non lontano da Torino, creando la Gios Torino, che eredità anche la tradizione sportiva; Alfredo acquisisce la divisione internazionale, trasferendo la produzione in Giappone, ad Osaka, fondando la GIOS, che produce per il mercato asiatico e quello americano. Secondo Marco Gios, figlio di Alfredo e CEO di GIOS, l'azienda sarebbe tra i "top 5 brand di biciclette da corsa in Giappone per vendite". Nonostante ciò, ad a poter continuare ad usare il marchio originale è la Gios Torino.